# Stará Voda (district de Gelnica)
Pour les articles homonymes, voir Stará Voda.
Stará Voda (en allemand : Altwasser) est un village du district de Gelnica, dans la région de Košice, en Slovaquie

## Histoire
La première mention écrite du village date de 1828.

## Démographie

### Évolution de la population
| Année:               | 1994. | 2004.   | 2014.   | 2024.    |
| -------------------- | ----- | ------- | ------- | -------- |
| Nombre de personnes: | 229   | 240     | 219     | 182      |
| Différence:          |       | +4,80 % | -8,75 % | -16,89 % |

| Année:               | 2023. | 2024.   |
| -------------------- | ----- | ------- |
| Nombre de personnes: | 186   | 182     |
| Différence:          |       | -2,15 % |